# Léon (duc de Naples)
Pour les articles homonymes, voir Léon.
Léon de Naples (mort en 834 ?) fut duc de Naples pendant 7 mois en  834.

## Biographie
Léon est le fils du « Consul et Duc  » Bonus de Naples après la mort subite de ce dernier en janvier 834 il lui succède comme duc de Naples.
En septembre de la même année un patricien André dont il avait épousé la fille Eupraxia le déchoit, usurpe le trône et sous le nom de André II et le fait vraisemblablement ensuite exécuter. Le nouveau duc refuse de payer le tribut dû à Sicard de Bénévent qui vient assiéger Naples.